# Cantó de Domont
El cantó de Domont és un cantó francès del departament de Val-d'Oise, situat als districtes de Sarcelles, Pontoise i Argenteuil. Des del 2015 té 11 municipis i el cap és Domont.

## Municipis
- Baillet-en-France
- Béthemont-la-Forêt
- Bouffémont
- Chauvry
- Domont
- Moisselles
- Montsoult
- Piscop
- Le Plessis-Bouchard
- Saint-Leu-la-Forêt
- Saint-Prix

## Història
| Data d'elecció                           | Identitat       | Partit                      | Qualitat |
| ---------------------------------------- | --------------- | --------------------------- | -------- |
| 1967-1976                                | André Rouzée    | UDR                         |          |
| 1976-1982                                | Jean Barraud    | PS                          |          |
| 1982-1988                                | James Bourgeois | RPR                         |          |
| 1988-1994                                | André Duchemin  | PS                          |          |
| 1994-                                    | Robert Daviot   | RPR, després sense etiqueta |          |
| les dades anteriors no són pas conegudes |                 |                             |          |
|                                          |                 |                             |          |

## Demografia
| A partir de 1990: Població sense dobles comptes |